# Believe Me (Fort Minor)
Believe Me è un singolo del gruppo musicale statunitense Fort Minor, pubblicato il 7 novembre 2005 come secondo estratto dall'album in studio The Rising Tied.
Il brano ha visto la partecipazione del batterista dei Cypress Hill Eric Bobo e del gruppo hip hop Styles of Beyond, i quali avevano già collaborato con i Fort Minor al singolo precedente.

## Pubblicazione
Si tratta del primo singolo pubblicato dal gruppo a livello internazionale (Petrified/Remember the Name era stato allora pubblicato in un primo momento negli Stati Uniti), ed è stato commercializzato in due formati: il primo contiene l'inedito There They Go, mentre il secondo formato contiene anche un remix di Petrified realizzato da Shinoda.

## Video musicale
Il videoclip, diretto da Lauren Briet, mostra Mike Shinoda e gli Styles of Beyond interpretare il brano all'interno di un garage per automobili.

## Tracce
Testi e musiche di Mike Shinoda, eccetto dove indicato
CD promozionale (Stati Uniti)
1. Believe Me – 3:48 (Mike Shinoda, Ryan Maginn, Takbir Bashir)

CD singolo (Regno Unito – parte 1), download digitale (1ª versione)
1. Believe Me (featuring Bobo and Styles of Beyond) – 3:48 (Mike Shinoda, Ryan Maginn, Takbir Bashir)
2. There They Go (featuring Sixx John) – 3:17

CD singolo (Europa, Regno Unito – parte 2), download digitale (2ª versione)
1. Believe Me (featuring Bobo and Styles of Beyond) – 3:48 (Mike Shinoda, Ryan Maginn, Takbir Bashir)
2. There They Go (featuring Sixx John) – 3:17
3. Petrified (Los Angeles Remix) – 3:32

## Classifiche
| Classifica (2005) | Posizione massima |
| ----------------- | ----------------- |
| Australia         | 43                |
| Austria           | 47                |
| Finlandia         | 5                 |
| Germania          | 29                |
| Paesi Bassi       | 58                |